# Collingwood (Neuseeland)
Collingwood ist ein kleiner Ort im Tasman District auf der Südinsel von Neuseeland.

## Namensherkunft
Der Ort wurde 1859 nach dem britischen Admiral Cuthbert Collingwood, 1. Baron Collingwood benannt, erhielt aber nach seiner Gründung zunächst den Namen Gibbstown, nach dem ortsansässigen Großgrundbesitzer William Gibbs.

## Geographie
Collingwood liegt rund 80 km nordwestlich von Nelson im Mündungsgebiet des Aorere River in die Golden Bay / Mohua. Das Mündungsgebiet bildet ein Flussdelta, das sich südlich des Ruataniwha Inlet befindet und im Nordwesten an die Burnett Range heranreicht.

## Geschichte
Nach der Ortsgründung kamen zum Goldrausch der Gegend im Jahr 1857 über 1500 Goldsucher, um im Tal des Aorere River ihr Glück zu versuchen. Der Run veranlasste seinerzeit die Regierung der Provinz Nelson den Ort als eine Stadt neu zu planen, sie Collingwood zu nennen und als Hauptstadt von Neuseeland vorzuschlagen. Doch die Bewohner von Gibbstown kümmerte dies derart wenig, sodass die Pläne wieder aufgegeben wurden.
Nachdem der Ort im Jahr 1859 durch ein Feuer total zerstört worden war, baute man ihn wieder auf und benannte ihn nun in Collingwood um. Weitere Großfeuer sollten 1904 und 1967 folgen, wonach der Ort jedoch jeweils wieder neu errichtet wurde.

## Bevölkerung
Zum Zensus des Jahres 2013 zählte Collingwood mit seiner nahen Umgebung 321 Einwohner.

## Infrastruktur

### Verkehr
Verkehrstechnisch angebunden ist der Ort an den von Süden kommenden New Zealand State Highway 60, der in dem Ort seinen Endpunkt findet.

### Bildungswesen
Die Schule des Ortes, Collingwood Area School, ist eine sogenannte Composite school für 250 Schüler, die für den Großraum Collingwood sowohl Grundschule, weiterführende Schule als auch Einrichtung der Erwachsenenbildung ist.

## Tourismus
Aufgrund seiner Nähe zum Kahurangi National Park und Farewell Spit ist der Ort ein Ziel für den Ökotourismus, liegt aber wegen ihrer isolierten Lage abseits der bekannten Touristenrouten.